# Dan Stevens
Dan Stevens, właśc. Daniel Jonathan Stevens (ur. 10 października 1982 w Croydon (Londyn)) – brytyjski aktor i producent filmowy.

## Wczesne lata
Tuż po swych narodzinach, Stevens został adoptowany przez parę nauczycieli. Dorastał w Walii i południowo-wschodniej Anglii. Ma biologicznego młodszego brata, Jasona Andrew Stevensa (ur. 1984), który także został adoptowany przez inne małżeństwo. Jako nastolatek, otrzymał on stypendium, które umożliwiło mu naukę w Tonbridge School w hrabstwie Kent. Po wzięciu udziału w przesłuchaniu do tytułowej roli Makbeta w szkolnym przedstawieniu, zainteresował się teatrem. Od 15. roku życia spędzał wakacje trenując i występując w National Youth Theatre w Londynie.
Stevens studiował literaturę angielską w Emmanuel College w Cambridge. Był tam także członkiem amatorskiego teatru studenckiego Footlights, a także działał w The Marlowe Society. To właśnie w tej ostatniej organizacji studenckiej, podczas wystawiania Makbeta, został on zauważony przez reżysera Petera Halla. Stevens występował tam wówczas u boku córki Halla, Rebecci.

## Filmografia

### Filmy
| Rok  | Tytuł                                                                                                 | Rola                     |
| ---- | --- | ------------------------ |
| 2006 | Dracula                                                                                               | Lord Holmwood            |
| 2007 | Maxwell                                                                                               | Basil Brookes            |
| 2007 | Panna Marple: Nemezis (Marple: Nemesis)                                                               | Michael Faber            |
| 2009 | W kleszczach lęku (The Turn of the Screw)                                                             | Dr Fisher                |
| 2009 | Hilde                                                                                                 | David Cameron            |
| 2011 | Babysitting                                                                                           | Spencer                  |
| 2012 | Shallow                                                                                               | Richard Dove             |
| 2012 | Wampirzyce (Vamps)                                                                                    | Joey Van Helsing         |
| 2013 | Piąta władza (The Fifth Estate)                                                                       | Ian Katz                 |
| 2013 | Lato w lutym (Summer in February)                                                                     | Gilbert Evans            |
| 2014 | Gość (The Guest)                                                                                      | „David Andersen Collins” |
| 2014 | Magik z Nowego Jorku (The Cobbler)                                                                    | Emiliano                 |
| 2014 | Noc w muzeum: Tajemnica grobowca (Night at the Museum: Secret of the Tomb)                            | sir Lancelot             |
| 2014 | Krocząc wśród cieni (A Walk Among the Tombstones)                                                     | Kenny Kristo             |
| 2015 | Ryzykowny układ (Criminal Activities)                                                                 | Noah                     |
| 2016 | Monstrum (Colossal)                                                                                   | Tim                      |
| 2016 | Wzloty i upadki Normana (Norman: The Moderate Rise and Tragic Fall of a New York Fixer)               | Bill Kavish              |
| 2016 | The Ticket                                                                                            | James                    |
| 2017 | Człowiek, który wynalazł Boże Narodzenie (The Man Who Invented Christmas)                             | Charles Dickens          |
| 2017 | Kill Switch                                                                                           | Will Porter              |
| 2017 | Marshall                                                                                              | Lorin Willis             |
| 2017 | Test na miłość (Permission)                                                                           | Will                     |
| 2017 | Piękna i Bestia (Beauty and the Beast)                                                                | Bestia / Książę Adam     |
| 2018 | Her Smell                                                                                             | Danny                    |
| 2018 | Apostoł (Apostle)                                                                                     | Thomas Richardson        |
| 2019 | Lucy wśród gwiazd (Lucy in the Sky)                                                                   | Drew Cola                |
| 2020 | Eurovision Song Contest: Historia zespołu Fire Saga (Eurovision Song Contest: The Story of Fire Saga) | Alexander Lemtov         |
| 2020 | Lokum (The Rental)                                                                                    | Charlie                  |
| 2020 | Jak wywołałem byłą żonę (Blithe Spirit)                                                               | Charles Condomine        |
| 2020 | Zew krwi (The Call of the Wild)                                                                       | Hal                      |
| 2021 | Jestem twój (Ich bin dein Mensch)                                                                     | Tom                      |
| 2024 | Godzilla i Kong: Nowe imperium (Godzilla x Kong: The New Empire)                                      | Trapper                  |

### Seriale
- 2004: Frankenstein jako Henry
- 2006: Linia piękna (The Line of Beauty) jako Nick Guest
- 2007: Marple: Nemezis jako Michael Faber
- 2008: Masterpiece Theatre jako Edward Ferrars
- 2008: Rozważna i romantyczna (Sense & Sensibility) jako Edward Ferrars
- 2010–2012: Downton Abbey jako Matthew Crawley
- 2014: High Maintenance jako Colin
- 2017: Legion jako David Haller
- 2021: Solówki (Solos) jako Otto
- 2023: Spoza układu jako Korvo

## Życie prywatne
W 2009 roku Stevens poślubił południowoafrykańską piosenkarkę jazzową i nauczycielkę śpiewu Susie Hariet. Mają troje dzieci. Oprócz angielskiego, posługuje się on również językiem francuskim i niemieckim.